# Prosopocoilus girafa nilgirensis
Prosopocoilus girafa nilgirensis es una especie de coleóptero de la familia Lucanidae.

## Distribución geográfica
Habita en India.